# Krężel (przystanek kolejowy)
Krężel – przystanek osobowy PKP Polskich Linii Kolejowych zlokalizowany w Krężelu, w gminie Chynów, w powiecie grójeckim, w województwie mazowieckim, w Polsce.
W skład przystanku wchodzi jeden, dwukrawędziowy, 200-metrowy peron.

## Ruch pasażerski[3]
| Rok  | Wymiana pasażerska na dobę |
| ---- | -------------------------- |
| 2017 | 150-199                    |
| 2018 | 150-199                    |
| 2019 | 200-299                    |
| 2020 | 200-299                    |
| 2021 | 200-299                    |
| 2022 | 200-299                    |
| 2023 | 200-299                    |

## Połączenia
Z przystanku można dojechać elektrycznymi pociągami podmiejskimi do Skarżyska-Kamiennej, Radomia, Piaseczna oraz Warszawy.
| Linia | Przewoźnik         | Trasa |
| R8    | Koleje Mazowieckie | W-wa Wschodnia – W-wa Śródmieście – W-wa Zachodnia – W-wa Służewiec – Piaseczno – Czachówek Płd. – Krężel – Radom – Skarżysko-Kamienna |